# ژان شوپینگ
ژان شوپینگ (انگلیسی: Zhan Shuping؛ زادهٔ ۲۴ آوریل ۱۹۶۴) بازیکن بسکتبال اهل چین است.